# Rainer Goebel

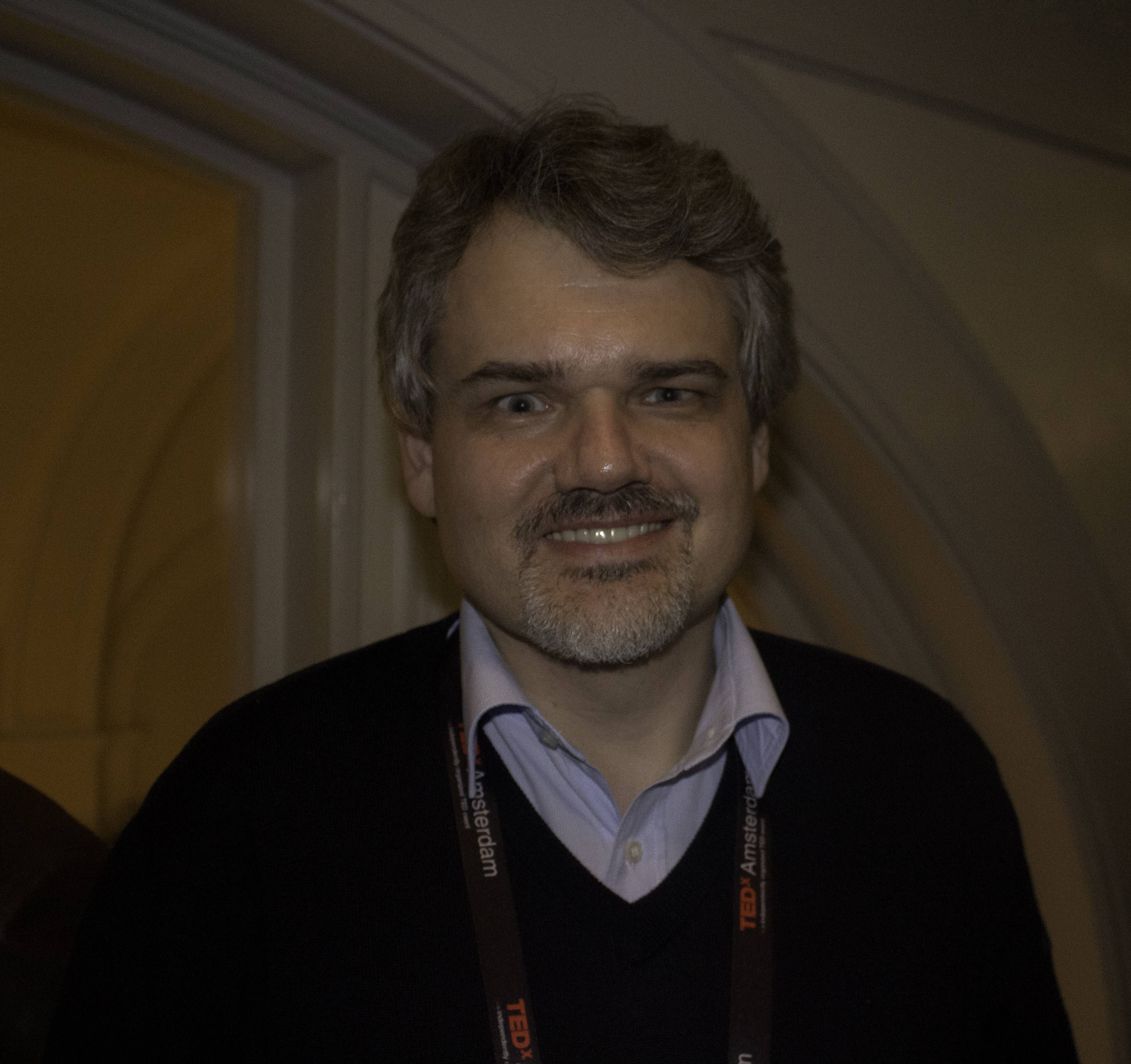
Rainer Goebel beim TEDxAmsterdam, 2014

Rainer Goebel (* 17. Januar 1964 in Fulda) ist ein deutscher Psychologe.
An der Universität Maastricht lehrt er als Professor für Kognitive Neurowissenschaft und erforscht künstliche neuronale Netzwerke für Bildverarbeitung.
Rainer Goebel studierte von 1983 bis 1988 an der Universität Marburg Psychologie und Informatik. 1990 begann er seine Doktorarbeit an der TU Braunschweig bei Dirk Vorberg. Er entwickelte ein oszillatorisches neuronales Netzwerkmodell für Szenen-Segmentierung, selektive Aufmerksamkeit sowie Umrisserkennung und wurde 1994 promoviert. Von 1995 bis 1999 arbeitete er als Postdoc am Max-Planck-Institut für Hirnforschung in Frankfurt am Main in der Abteilung für Neurophysiologie unter Wolf Singer, wo er eine eigene Arbeitsgruppe gründete. 1997/1998 war Goebel Fellow am Wissenschaftskolleg zu Berlin.
Seit Januar 2000 ist er ordentlicher Professor in der Psychologie-Fakultät der Universität Maastricht. Goebel ist Mitglied im Vorstand des F.C. Donders Centre for Cognitive Neuroimaging in Nijmegen. 2017 wurde Rainer Goebel zum Mitglied der Deutschen Akademie der Naturforscher Leopoldina gewählt.

## Preise und Auszeichnungen
- 1993: Heinz Maier-Leibnitz-Preis für eine Veröffentlichung über das Bindungsproblem
- 1994: Heinz-Billing-Preis der Max-Planck-Gesellschaft für eine Software zur Simulation neuronaler Netzwerk-Modelle.
- 2003: Förderpreis der Alzheimer Forschung Initiative[1]
- Förderung aus dem Human Frontier Science Program (HFSP) für das Projekt "In Vivo Visualization of Axonal connectivity and Functional Activity Using Diffusion Tensor MRI”.

## Schriften (Auswahl)
- Kriegeskorte, Nikolaus, Rainer Goebel, and Peter Bandettini: Information-based functional brain mapping. Proceedings of the National Academy of Sciences 103.10 (2006): 3863–3868.
- Goebel, R., Lührs, M., Ciarlo, A., Esposito, F., & Linden, D. E. (2024): Semantic fMRI neurofeedback of emotions: from basic principles to clinical applications. Philosophical Transactions B, 379(1915), 20230084.